# Finnbäckstjärnarna
Finnbäckstjärnarna är en sjö i Örnsköldsviks kommun i Ångermanland och ingår i Moälvens huvudavrinningsområde. Sjön har en area på 0,0571 kvadratkilometer och ligger 258,8 meter över havet. Sjön avvattnas av vattendraget Finnbäcken.

## Delavrinningsområde
Finnbäckstjärnarna ingår i det delavrinningsområde (705731-157930) som SMHI kallar för Mynnar i Södra Anundsjöån. Medelhöjden är 296 meter över havet och ytan är 22,6 kvadratkilometer. Det finns inga avrinningsområden uppströms utan avrinningsområdet är högsta punkten. Finnbäcken som avvattnar avrinningsområdet har biflödesordning 3, vilket innebär att vattnet flödar genom totalt 3 vattendrag innan det når havet efter 94 kilometer. Avrinningsområdet består mestadels av skog (75 procent) och sankmarker (22 procent). Avrinningsområdet har 0,06 kvadratkilometer vattenytor vilket ger det en sjöprocent på 0,3 procent.